# 福爾柯克輪

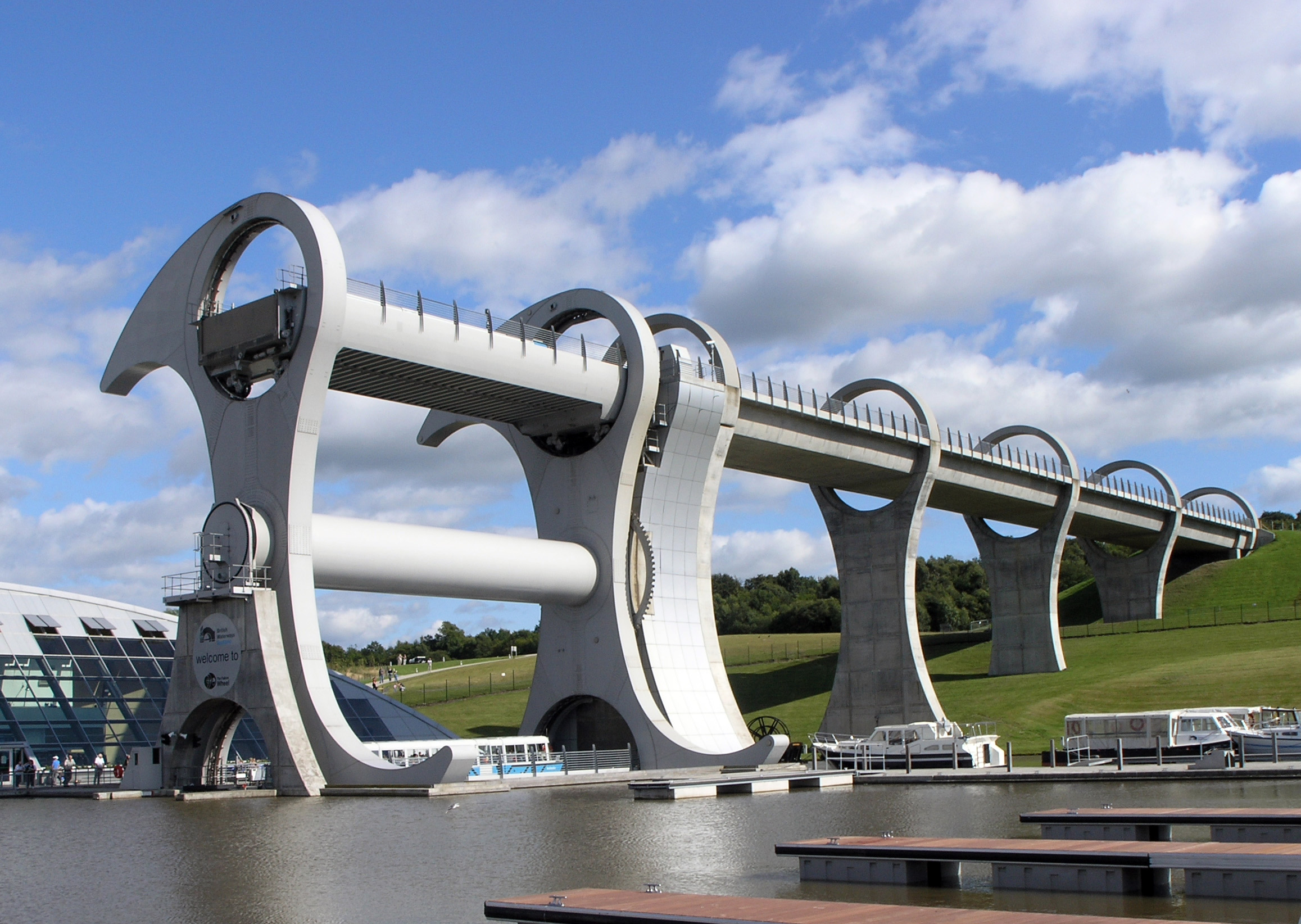
福爾柯克輪

福爾柯克輪（英語：Falkirk Wheel）位於蘇格蘭中部城市福爾柯克，是一座用以連接福斯和克萊德運河和聯盟運河，可以旋轉升降的船舶升降機。作为千禧連通計劃的一部分，於2002年開放，继1930年代之后，重新将两条运河连接回来。
这个计划是英國水道公司牵头下，由七个地方议会、苏格兰企业集团、歐洲區域發展基金、千禧年委员会募资和赞助支持，旨在重新活化苏格兰中部运河，重新连接格拉斯哥与爱丁堡，并旨在创造一座富有戏剧性和21世纪现代感的地标性建筑，而非简单地复原以前的船闸群。
这座船舶升降机能将船只提高至24（79英尺），但与桥箱相连的渡槽仍然离联盟运河相差11（36英尺）的高度。所以船只仍需要经过一些船闸才能到达联盟运河。
福爾柯克輪是全世界唯一一座旋转式升降的船舶升降机，也是英国唯二座船舶升降机（另一座是安德顿升船机）。

## 历史

### 1930年代前的航道连接
在过去，这两条运河由11座船闸相连。每次通过都需要抽调3,500公噸（3,400長噸；3,900短噸）的水，将船只提升至35（115英尺）高，并且花费大概一整天的时间来通过全部船闸群。
直到1930年代，船闸被废弃，1993年，船闸被拆除。 福斯和克莱德运河于1962年末关闭。到了1970年代，联盟运河两端被封闭起来，河道被覆盖以用来铺设管道。
在福斯和克莱德运河关闭当天，即1963年1月1日，英国水道公司（British Waterways Board ，BWB）成立，旨在为联合王国内的运河的未来寻找更宽广的使用方略。1976年，英国水道公司和当地议会会面后决定，将分散各地自行发展的福斯和克莱德运河，通过建造具有足够船舱净空高度的新桥梁并继续保持现有的船闸来维持其剩余的通航能力。 1979年的一份调查报告记录了69个航行障碍，并征求了20个有关方面的意见，于1980年提出了福斯和克莱德地方（主体）计划。

### 提案
1993年的彩票法案促使了千禧年委员会的成立，通过选定一些“善举”来为其销售彩票以募集资金。1996年，募集到足够的资金后，委员会允许申请“请求让委员会做认为可取的任何事……以支持将2000年作为千禧年的美好开端的計畫”。不过条件是委员会将只资助不超过計畫所需经费的一半，其余经费由計畫支持者支付。
英国水道公司早就计划重新开放运河航道，并为此进行了大量的铺开工作。1994年，英国水道公司宣布了为此计划招标，1995年作为千禧年连接的伙伴代表提交该计划。这个计划要求将运河开放至原有的运行里程，水面上方有留3米的净空高度。 整个项目的预算为7800万英镑。
1997年的情人节，委员会宣布将会为支持该计划出资3200万英镑，占計畫预算的42%。该设施和相关建设需要花费1700万英镑，超过計畫预算的五分之一。在之后的两年，剩下所需的4600英镑由英國水道公司、七個地方議會、其他商業機構筹集得，另外歐洲區域發展基金私下捐赠了860万英镑。

### 设计
1999年，莫里森-法國地基建築合资团队（ ）提交了他们的原始设计方案，类似一座有四个吊舱的摩天轮。计划征求各方后认为这只满足了功能性，但不是英国水道公司所期望的作品。之后，英国水道公司另外组建了一支由20名工程师和设计师组成的团队。在RMJM建筑师凯特尔·托尼的领导下，由Butterley和M Bennetts设计团队提出机械概念，创建了最初的概念与形象图。经过一轮的紧张设计，于1999年夏季的三周内，在英国水道公司、 奧雅納工程咨询公司，巴特利工程公司和RMJM合作下，完成了最终设计理念。
第一个设计中提出的使用齿轮传动造型灵感是来自凯特尔的八岁女儿用乐高积木拼出来的模型，之后将该设计图与艺术印象图展示给客户和出资方评阅。而游客中心则由RMJM另一位建筑师斯塔兰·保罗设计。
该设计灵感取材有来自双头凯尔特斧头、船的推进器、鲸鱼的胸腔。凯特尔把轮描述为“一种美丽的、有机的、流动的东西，就像鱼的脊柱一样”，而苏格兰皇家美术委员会则称它为“一种当代雕塑形象”。

### 施工
1999年3月，由苏格兰事务大臣将第一块草皮掘走，标志着工程在福斯和克莱德运河的31号闸门上正式开展。该工程雇用了超过一千多人去建造。这座建筑设计寿命预计为120年。
转轮在德比雷普利的巴特利工程公司工厂完成组装，在2001年夏季将其拆解为组件后，使用35辆卡车运到福爾柯克当地，重新分装成五个主要部件，并逐步抬升到支撑座上安装。运河的建设需要挖走250,000立方（8,800,000立方英尺）的泥土，去建造一条直径8米、长160米的运河隧道，分别20米和120米长的渡槽，三套闸门，一些桥梁和600米的道路。 另外将180米长的皇家堡垒运河隧道分三段并使用两套技术来进行挖掘，从而节省了15%的经费，比原定计划快了2周完成。

#### 技术考虑

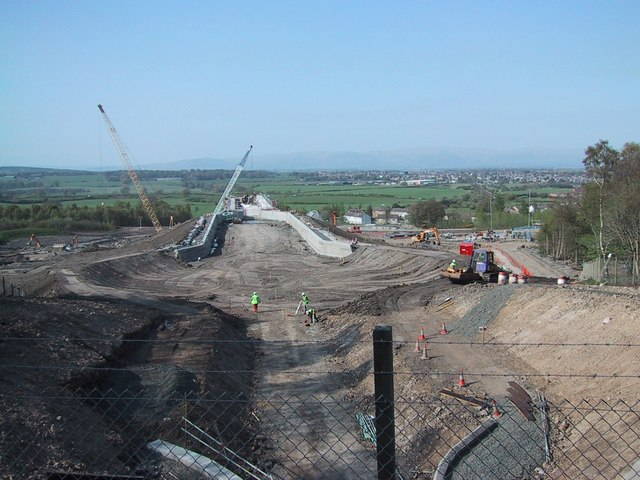
施工时的船闸下层水池

转轮的位置之前曾经做过露天防火黏土矿场，煤矿场，焦油厂，所以土地被焦油和汞污染过。用于回填矿坑用的回填土，由于里面含有大量砂岩，被认为土质结构不够坚实，所以打入了30根22米深的混凝土基桩到岩床上。
由于转轮运转时吊厢交替移动会导致负载不断变化，所以转轮上有些地方的受力会发生变动。为了避免零件的疲劳断裂，这个转轮不是使用焊接，而是使用了超过14000个螺栓和45000个螺栓孔将转轮的部件整体栓紧在一起构成。

### 开幕式

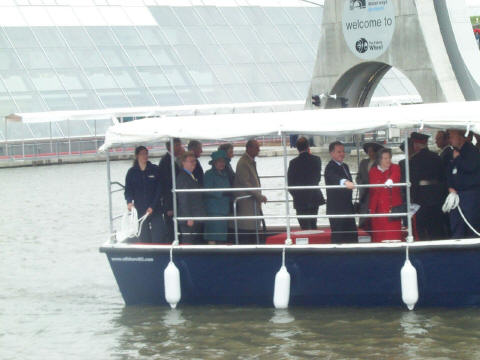
开幕仪式中出席的英国皇室成员

由于轉輪的闸门被破坏者强行打开，导致干井被淹，机房及液压设备受损，在花费35万英镑进行修复，原定的开幕时间推迟一个月后，最终于2002年5月24日，由英女王伊丽莎白二世在她的金禧庆祝活动中為福尔柯克轮主持揭幕。

## 操作

### 结构
转轮总直径为35米，由两根相对延伸的臂组成，两臂由中央转轴向外延伸15米，呈凯尔特风格的双头斧形状。两臂所连接的中央轴直径为3.8米，长28米。两臂外末端相对地各安装一个能容纳250000升水的充水吊厢。每个吊厢重50吨，总共能承载500吨的水和船只的重量。每侧吊厢的水箱能独立控制存入水位，从而能够平衡两端的重量。根据阿基米德浮體原理，物体在液体中所获得的浮力，等于物体所排出液体的重量，所以船进入吊厢后，排出的水等于其船重。通过现场的水位传感器，水泵和电脑控制系统，使两个吊厢的水位控制相差在37毫米的误差。转轮需要22.5千瓦电力驱动10台液压马达来远转，每转半圈需要消耗1.5千瓦时的电量。
每个吊厢宽6.5米，能承载4艘长20米的窄船。

### 水密门
两端的水密门与下游的码头坑位和上游连接处的接口门相匹配，由于空间限制，使用一般的铰接门会浪费吊厢的空间，所以使用了垂直打开的铰接门来实现。对接时，通过液压杆将门从吊厢的底部凹槽升起来封闭吊厢。
当转轮转到垂直位置时就会激活锁定装置，包括伸出沉箱基座上的固定销钉和升起固定沉箱的液压夹座，另外，下部结构处还有一组固定销用于固定承托吊厢的轮子。尽管上部沉箱的门和上部水道的水门是对齐的，但它们之间存在间隙。上部渡槽门具有U形防水密封框架，可以延伸出去推压沉箱门来密封间隙。水被泵入门之间的缝隙来填满水位。一旦间隙中的水填充至平衡后，渡槽侧的门和沉箱侧的门就会下降，让船通过。反之，当船在沉箱中时，沉箱门升起，随后是升起上部渡槽门。水从缝隙中抽出。然后，U形防水密封框架缩回。最后，锁定机构解除，转轮可以带动吊厢转走。这个过程与下运河流域的门相似。

门，锁定机构和密封框架
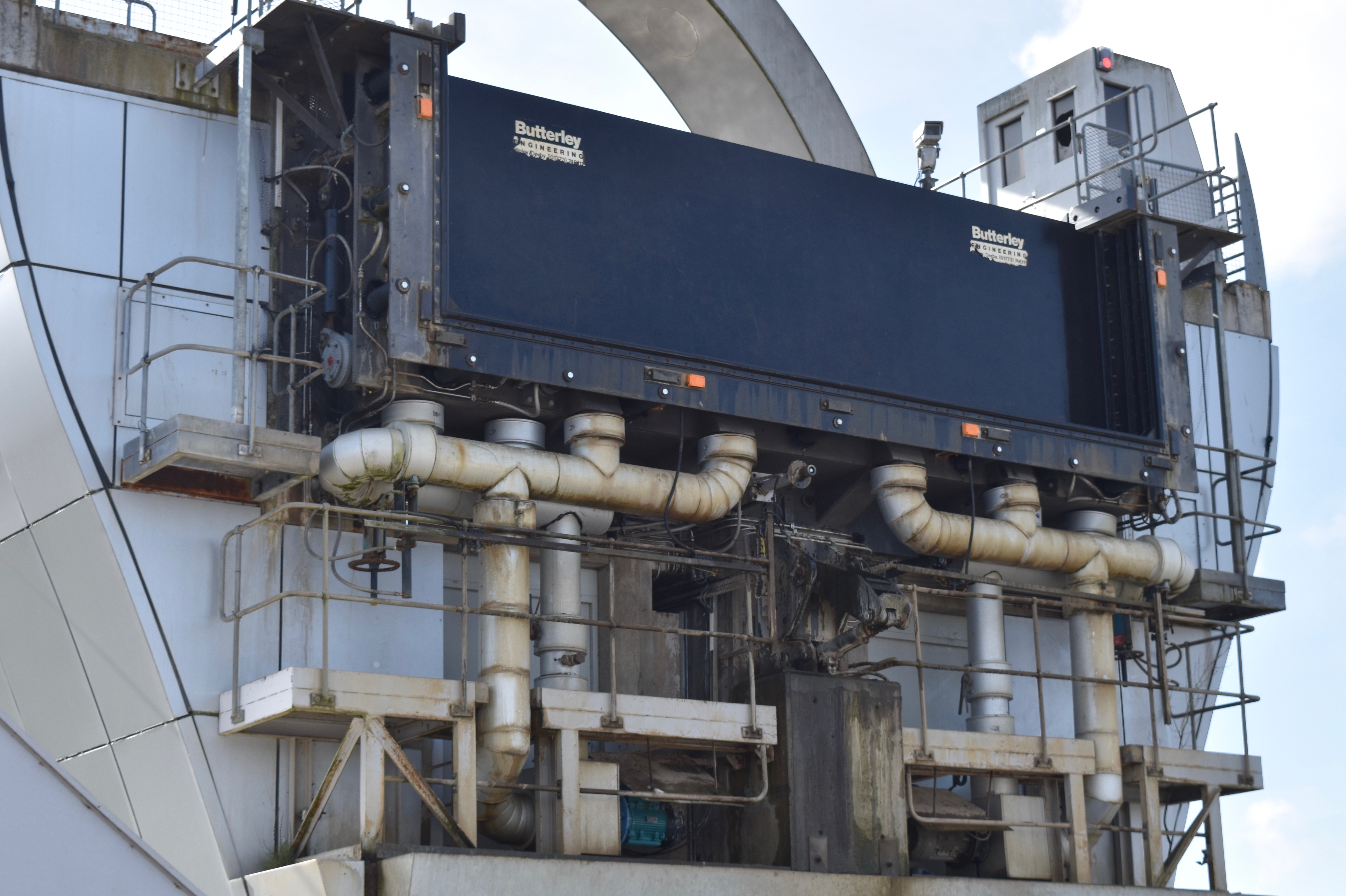
上部渡槽门、U形防水密封框架和抽水系统
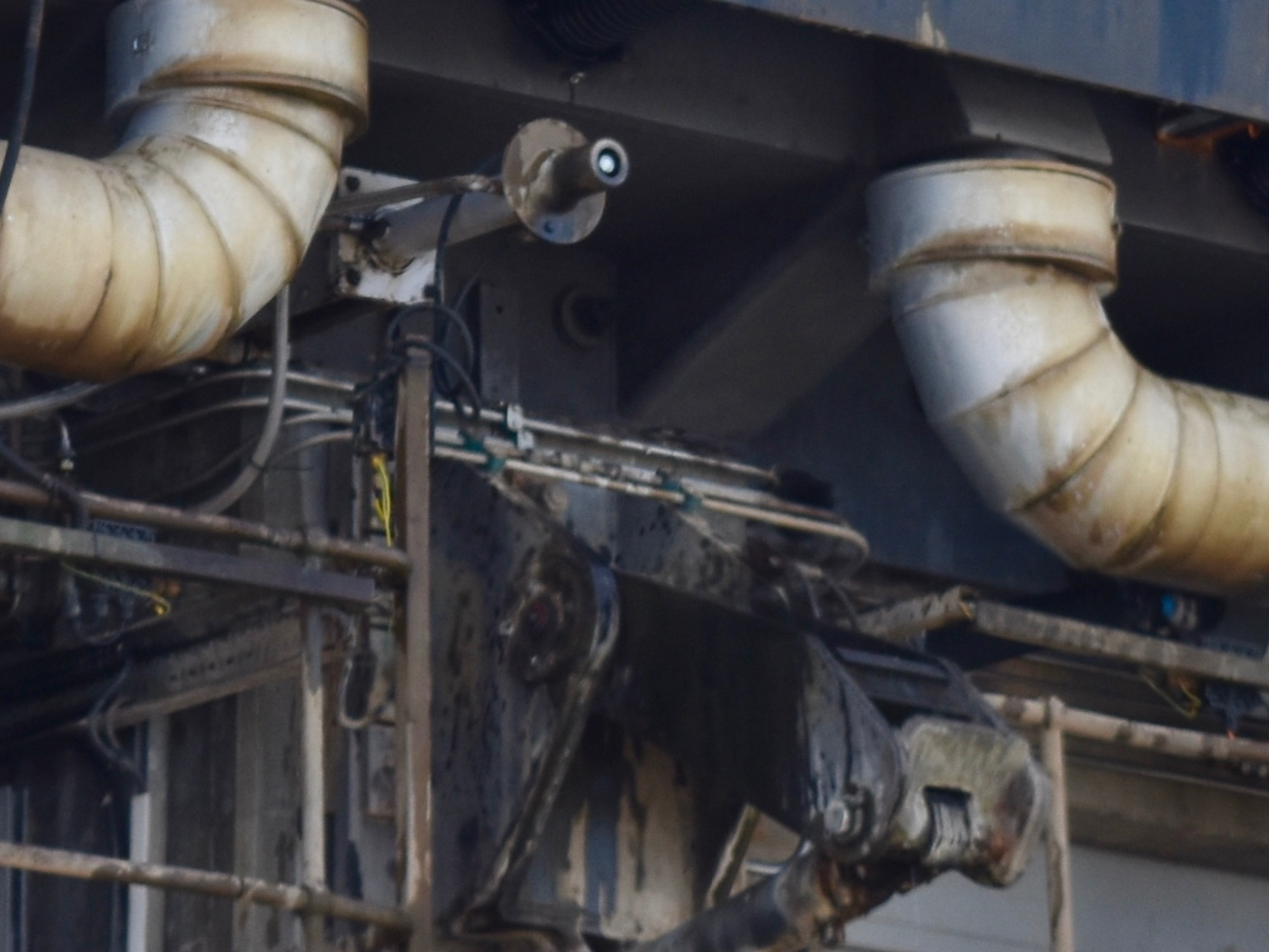
锁定机构，包括顶部的固定销和底部的液压夹
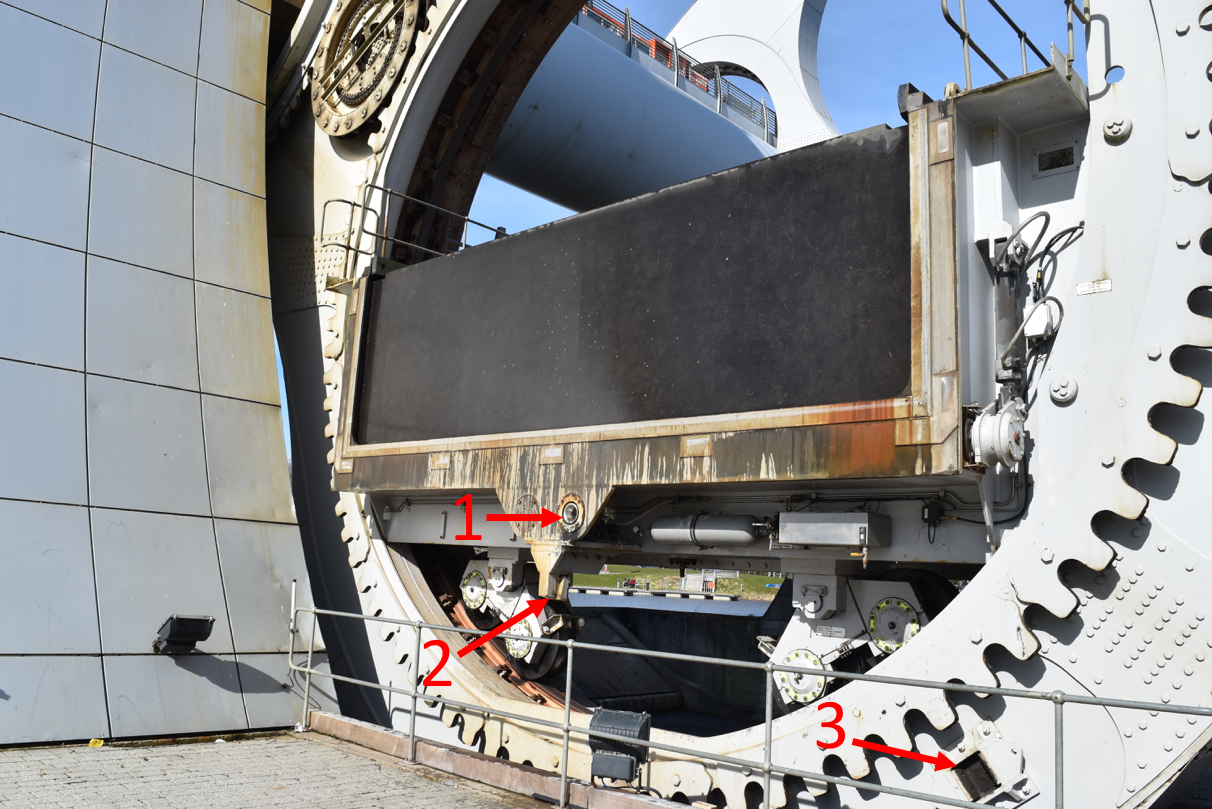
固定沉箱上的销钉和夹具插入口（1,2），和固定销钉插入口（3）
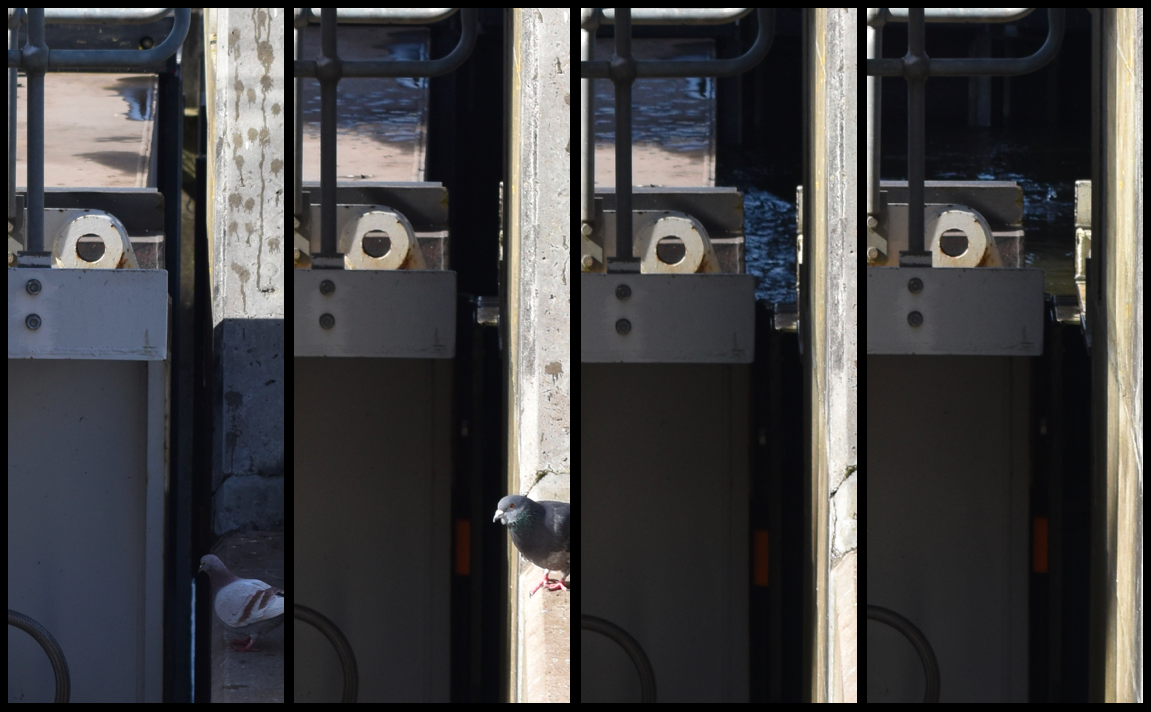
从左至右：门对齐，但有间隙；U形密封框架伸出，注水；门降下
- 门对接后的全过程

### 机房
用于驱动转轮转动的机房在渡槽后方的支柱中，而且有七个房间，每个房间由楼梯相连。可以通过地面的门口进去，或者使用门式起重机从支柱塔中间的门口进入，以便于安装设备。
一楼装有变压器，用于为转轮的运转提供电力。在2002年4月的水淹事故中，水位离11千伏主电缆只有8厘米。二楼是备用发电机及开关设备，用于当主电力故障时维持工作。 二楼装有一对液压泵，用于驱动上方转轴机房中的液压马达。动力通过10个液压马达直接供给转轴，提供的动力是制动器的两倍。每个马达连接着100:1的降速齿轮组。

### 原理
虽然吊厢的重量足以令其挂在吊臂上旋转，但是为了使吊厢相互保持平衡旋转，每个吊厢旋转框上的大齿圈、吊臂的小齿轮和吊臂中间的大齿轮相连形成一个联动齿轮组结构，确保它们精确地以正确的速度转动并正确地保持平衡。
每个大齿轮的直径均为8米，在吊臂中间的齿轮固定在机房上，两个较小的齿轮固定在吊臂上并且可以旋转。当马达驱动中心轴旋转时，吊臂摆动，由于小齿轮与中心齿轮啮合，小齿轮会以比转轮更快的速度但以相同方向旋转；小齿轮与沉箱末端的大齿圈啮合，以与转轮相同的速度，但是方向相反地驱动大齿圈。 这可以抵消了由于吊臂引起的旋转，并使吊厢旋转远转时保持稳定和完美水平。

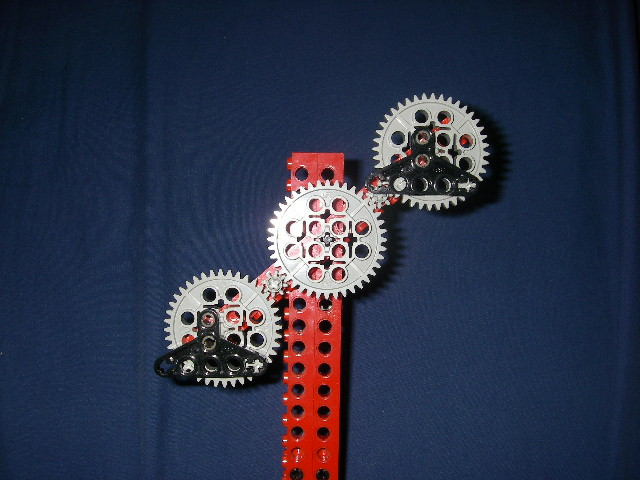
一个使用乐高积木制作的模型
模型活动时动态图

### 对接坑
对接坑是一个类似干船坞的港口，通过水密门与运河下端的港湾隔离，并通过水泵抽水以保持干燥。当转轮在其垂直位置停止时，吊厢刚刚进入到对接坑中，水密门对接好并打开，船只就可以进入和离开下部吊厢，而不会使对接坑进水淹没，吊厢下方的空间总是空的。
如果没有对接坑，每当转轮旋转时，车轮臂的吊厢和末端将浸没在运河下端港湾的水中，向下潜入的沉箱浮力会使转动车轮变得更加困难，而这就是对接坑存在的意义。

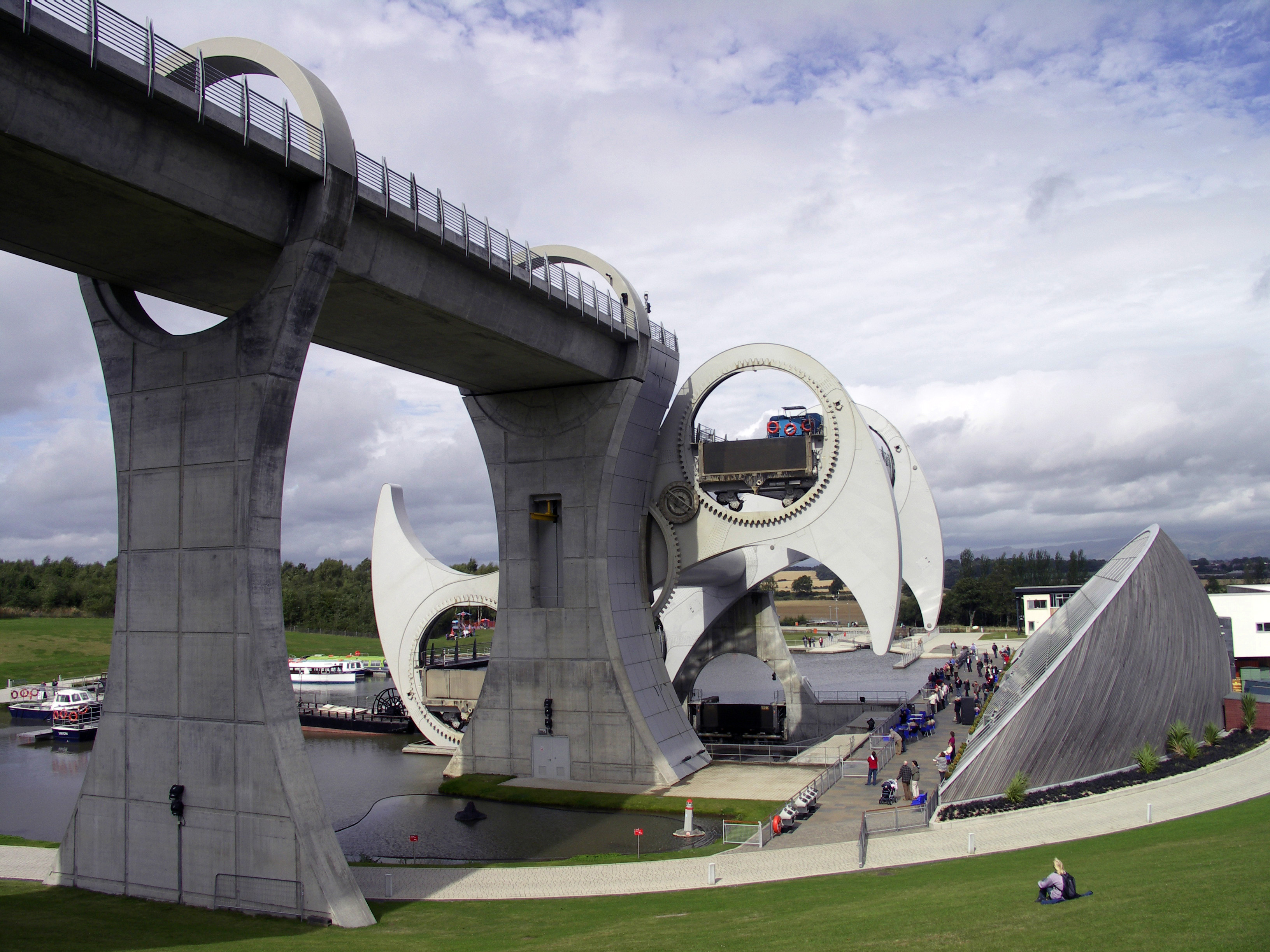
福尔柯克轮在运作中。 右边的楔形建筑是游客中心。 注意运河底部的对接坑。
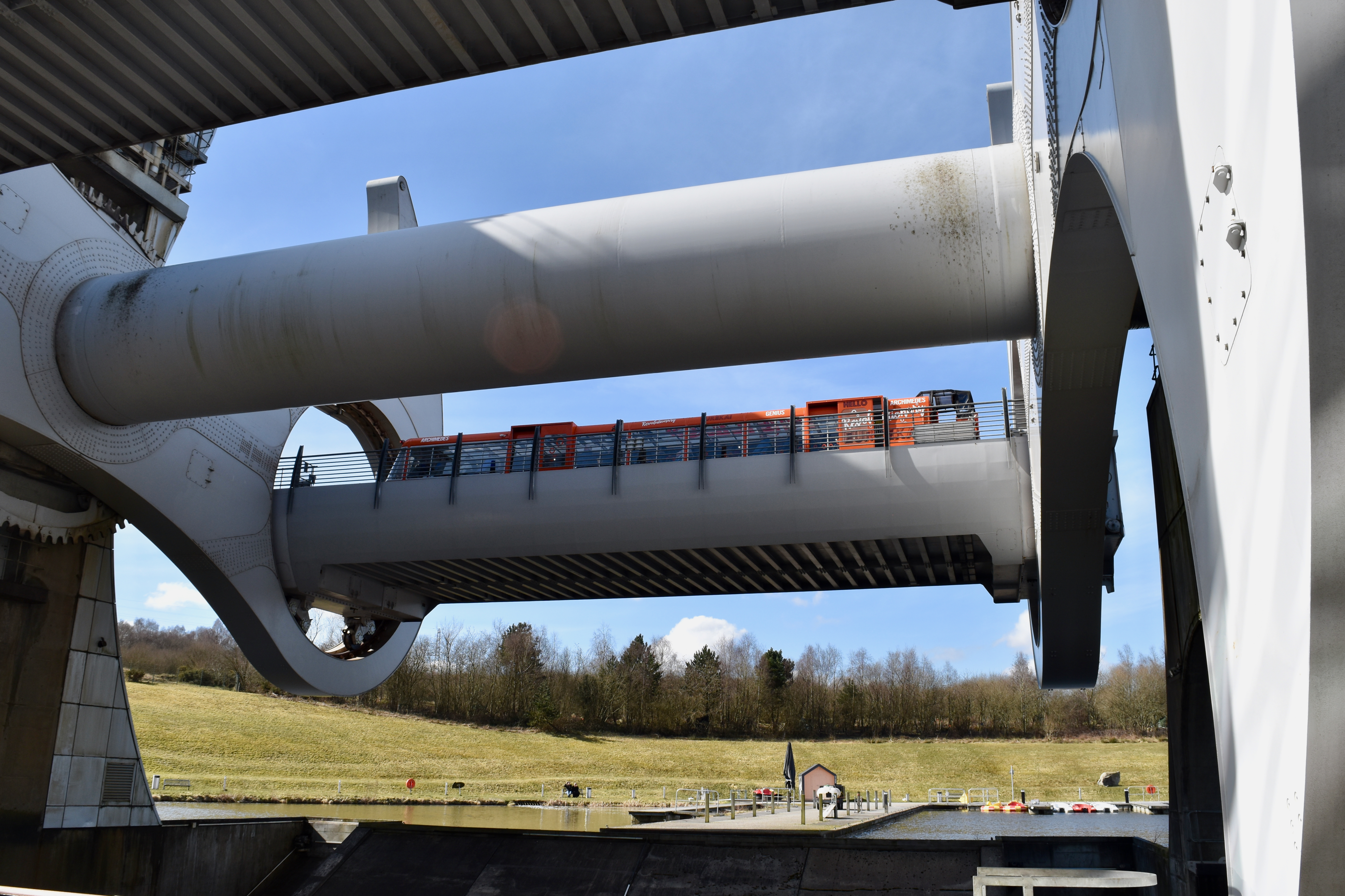
对接坑在另一个视角下

### 游客中心
游客中心在轮闸下端渡槽港湾的东侧，上轮闸的观光船每小时前往一次，自轮闸开通以来，已有约440万人参观过，130万人乘船游览，每年约有40万人参观。

## 评价
自2007年起，福尔柯克轮作为纪念苏格兰的工程成就，和格兰芬兰高架桥、福斯桥等，一同作为苏格兰银行新发行的新版50英镑纸钞的正面图像。2012年，福尔柯克轮的模型和效果图在伦敦维多利亚和阿尔伯特博物馆的展览中展出。

## 延伸閱讀
- Crawford, Robert. . Harvard University Press. 2013. ISBN 9780674070592.
- InCom. . PIANC. 2009. ISBN 9782872231751.
- Paterson, Len. . Neil Wilson Publishing. 2013. ISBN 9781906000349.
- American Society of Civil Engineers. . 2001. ISBN 9780784405949.